# Critters
Critters – komediowy horror science-fiction produkcji amerykańskiej z 1986 roku. Debiut reżyserski Stephena Hereka. To pierwsza część filmowej serii pod tym samym tytułem. Dziś film uznaje się za kultowy.

## Fabuła
Z asteroidy więziennej zbiegają critty – krwiożerczy obcy, którzy kierują się w stronę Ziemi. W pościg za nimi wyrusza dwóch łowców nagród, którzy podszywając się pod zwykłych ludzi, mają za zadanie zlikwidować wszystkich zbiegów, tymczasem critty atakują rezydującą na odludziu rodzinę farmerów.

## Obsada
- Dee Wallace-Stone: Helen Brown
- M. Emmet Walsh: Harv
- Don Keith Opper: Charlie McFadden
- Billy Green Bush: Jay Brown
- Nadine Van der Velde: April Brown
- Scott Grimes: Brad Brown
- Terrence Mann: Johnny Steele/Ug
- Ethan Phillips: Jeff Barnes
- Billy Zane: Steve Elliot
- Lin Shaye: Sally
- Corey Burton: głosy crittów